# NGC 5357
NGC 5357 је елиптична галаксија у сазвежђу Кентаур која се налази на NGC листи објеката дубоког неба.
Деклинација објекта је - 30° 20' 30" а ректасцензија 13h 55m 59,4s. Привидна величина (магнитуда) објекта NGC 5357 износи 12,0 а фотографска магнитуда 13,0. Налази се на удаљености од 51,929 милиона парсека од Сунца. NGC 5357 је још познат и под ознакама ESO 445-78, MCG -5-33-32, PGC 49534.